# Eugenio Clari
Eugenio Clari (* 9. September 1836 in Senigallia, Kirchenstaat; † 9. März 1899 in Paris, Frankreich) war ein italienischer Geistlicher und römisch-katholischer Bischof von Viterbo-Tuscania.

## Leben
Eugenio Clari stammte aus einfachen Verhältnissen. Er besuchte zunächst das Priesterseminar in seiner Heimatstadt Senigallia in den Marken. Am 18. Juni 1859 empfing er das Sakrament der Priesterweihe. Nach seiner Laurea in Theologie und Rechtswissenschaften unterrichtete Clari im Priesterseminar in Senigallia. Anschließend war er Provikar im Bistum Senigallia.
Am 25. September 1882 wurde er zum Bischof von Amelia ernannt. Die Bischofsweihe spendete ihm am 1. Oktober desselben Jahre in der Kirche Santa Maria Annunziata a Tor de’ Specchi in Rom der Kurienkardinal Luigi Bilio; Mitkonsekratoren waren der Titularerzbischof von Melitene, Felix-Marie de Neckere, und der emeritierte Bischof von Fano, Titularerzbischof Camillo Santori.
Am 16. Januar 1893 wurde Bischof Eugenio Clari zum Bischof von Viterbo-Tuscania ernannt. In Viterbo kümmerte er sich um die Restaurierung des Bischofspalastes. Eine von ihm organisierte Pastoralreise durch seine Diözese fand am Ende nicht statt. Am 24. Oktober 1896 wurde er zum Apostolischen Nuntius in Frankreich berufen. Diese beiden letzten Ämter bekleidete er bis zu seinem Tod am 9. März 1899. Eugenio Clari fand seine letzte Ruhestätte in Senigallia.